# 鹿児島水産専門学校 (旧制)
| 鹿児島水産専門学校 （鹿水専） | 鹿児島水産専門学校 （鹿水専） |
| ----------------------------- | ----------------------------- |
| 創立                          | 1946年                        |
| 所在地                        | 鹿児島市                      |
| 初代校長                      | 山本清内                      |
| 廃止                          | 1951年                        |
| 後身校                        | 鹿児島大学                    |
| 同窓会                        | 魚水会                        |

鹿児島水産専門学校 （かごしますいさんせんもんがっこう） は、1946年 （昭和21年） 4月に設立された官立の旧制専門学校。

## 概要
- 日本国内 （内地） では函館に次いで 2番目の水産専門学校として設立された。
- 本科 （修業年限3年） に漁業科、水産製造科、水産経営科の 3科を設置した。
- 学制改革により新制鹿児島大学に包括され、水産学部となった。
- 同窓会は 「魚水会」 （ぎょすいかい） と称し、旧制・新制合同の会である。

## 沿革
- 1946年4月： 勅令第205号[1]により官立鹿児島水産専門学校創設。
  - 本科 （修業年限3年） に漁業科、水産製造科、水産経営科の 3科を設置。増殖科は物資難のため開設せず。
- 1947年3月： 運輸省より練習船 「曙丸」（875.75トン） が移管。
- 1947年12月： 大蔵省より実習船 「金毘羅丸」（11.2トン）[2] が移管。
- 1948年5月： 練習船 「新潮丸」（105トン） 就航 （1954年2月廃船）。
- 1949年3月： 実習船 「金毘羅丸」 を改装し、「隼人丸」 と改称 （1956年10月沈没）。
- 1949年5月： 新制鹿児島大学発足、鹿児島大学鹿児島水産専門学校として包括される。
  - 旧制鹿水専は水産学部 （漁業学科、水産製造学科） の母体となった。
- 1949年6月2日： 昭和天皇が学校を訪問（昭和天皇の戦後巡幸）[3]。
- 1950年8月： 練習船 「曙丸」 廃船、「かごしま丸 （初代）」（628.4トン） 就航。
- 1951年3月： 鹿児島大学鹿児島水産専門学校、廃止。

## 歴代校長
- 山本清内 （1946年5月 - 1951年3月）
  - 前・函館水産専門学校教授。鹿児島大学水産学部 初代学部長。

## 著名な出身者
鹿児島大学の人物一覧を参照。

## 校地
鹿児島市下荒田の校地は、旧・鹿児島商船学校 （1908年5月に鹿児島県立商船学校として開校、1939年8月に官立移管、1946年2月廃校） から引き継いだもので、廃止まで使用された。同校地は後身校の鹿児島大学水産学部に引き継がれた。1951年10月、ルース台風で校舎倒壊など大きな被害を出したが復興し、同学部は現在も同校地を使用し続けている。

## 関連事項
- 旧制専門学校
- 学制改革

## 関連書籍
- 鹿児島大学五十年史編集委員会（編）　『鹿児島大学五十年史』　鹿児島大学、2000年5月。
- 鹿児島大学三十年史編集委員会（編）　『鹿児島大学三十年史』　鹿児島大学、1980年12月。